# Lukács Béla (fizikus)
Lukács Béla (Budapest, 1947. április 2. –) magyar elméleti fizikus, polihisztor. Kutatási területe elsősorban a relativitáselmélet és a kozmológia, de magát inkább relativistának tartja.
1970 óta a KFKI Részecske- és Magfizikai Kutatóintézetének tudományos tanácsadója, amely intézet 2012-től az MTA Wigner Fizikai Kutatóközpont Részecske- és Magfizikai Intézet nevet viseli. 1988-ban lett a Magyar Tudományos Akadémia doktora. Közérthető, laikus számára is érdekes előadásairól ismert. A Mindentudás Egyeteme mintájára létrehozott Mindent Tudás Főiskolája keretében számos előadást tartott, sokféle témakörben.
Országosan ismertté az ATV-n futó Friderikusz most! című műsorban való rendszeres szereplése tette. Az MTA Geonómiai Tudományos Bizottságának tagja, az anyagfejlődési albizottság elnöke. Több mint száz publikációja jelent meg szakfolyóiratokban.

## Életpályája

### Tudományos munkássága
Pályája kezdetén relativitáselmélettel foglalkozott. A ’70-es és a ’80-as években sokat publikált a magfizika és a nehézionfizika területén is. Kozmológiai publikációit részben Paál Györggyel írta. De több kozmológia cikket írt a vezetése alatt álló diákokkal (Keszthelyi Bettina, Pacher Tibor, Bagoly Zsolt, Horváth István) is. A kilencvenes évek elején, évekkel a 2011-ben Nobel-díjjal jutalmazott két amerikai és egy ausztrál kutató előtt, Paál Györggyel és Horváth Istvánnal közösen publikálta a nem nulla kozmológiai konstanssal kapcsolatos eredményeit.

## Televíziós szereplései
- Szereplése a Friderikusz most!-ban:

Az ATV Friderikusz most! című műsorában először 2006. december 27-én szerepelt, és a nagy sikerre való tekintettel Friderikusz Sándor úgy döntött, havi rendszerességgel meghívja a fizikust egy körülbelül félórás beszélgetésre, így Lukács a műsor állandó szakértő vendége lett. A műsorvezető laikus volt, így sok olyan kérdést is feltett a tudósnak, amelyek a képernyők előtt ülő, szintén laikusokban is felmerülhettek.
- Fizikus és polihisztor cím alatt szerepelt Lukács a 2006. december 27-i műsor vendégeként. Szó volt a kicsi és a nagy fizika közti különbségekről, a világegyetem modelljeiről, a háromszög szögeinek összegéről a különböző felületeken és az emberi agy felépítéséről is, egyszóval sok témát érintett a fizikus.
- Ásatás az űrben. 2007. január 23-án már mint állandó vendég vett részt a műsorban. Az előző műsorban elkezdett témával, az emberi agy réteges felépítésével indult a beszélgetés. Ezután a Teremtés Pillérei nevű képződmény eltűnése kapcsán többek között az időutazásról, a csillagok és a Nap haláláról, valamint Einstein agyáról beszélt az elméleti fizikus.
- Párhuzamos világok? A 2007. március 1-jei műsorban először az új rovat váratlan népszerűségéről beszélgetett Friderikusz és Lukács, majd a kvantummechanikába vezette be a nézőket a tudós. Ennek kapcsán szóba került a részecskék felépítése, illetve a Schrödinger macskájaként emlegetett probléma is. Majd a nagy, csillagászati és a kicsi, atomi fizika összedolgozásának nehézségeit magyarázta Lukács.
- Sötét csapdák A 2007. március 29-i adásban a csillagok haláláról esett szó. Napunk jövőbeni sorsának boncolgatása, fehér törpék, neutroncsillagok, végül a fekete lyukak kerültek terítékre.
- Lyukak az égbolton A 2007. április 25-i műsor.
- Csillagközi dolgok – Befejezetlen történet A 2007. május 31-i műsor.
- Isten és Einstein – Világképek A 2007. június 27-i műsor.
- Holdhercegnő fényképe A 2007. november 28-i műsor.
- Égi mesék A 2007. december 19-i műsor
- Sötétebb a sötétnél A 2008. február 28-i műsor
- Sötét, de mi? A 2008. április 8-i műsor
- Fantáziajátékok A 2008. május 13-i műsor
- A világ és mi A 2008. június 24-i műsor

## Előadásai az Első Pesti Egyetemi Rádióban
- Első Pesti Egyetemi Rádió – van eszed.

## Szereplése a Mindent Tudás Főiskoláján
- A magyar nyelv eredete és rokonságai - fizikus szemmel – Mindent Tudás Főiskolája, 2007. október 18.
- Last Minute Lukács Béla! – Mindent Tudás Főiskolája, 2007. április 19.
- A búza esete a genetikával – Mindent Tudás Főiskolája, 2007. március 22.
- Lehet-e örökmozgót csinálni a közgazdaságban? – Mindent Tudás Főiskolája, 2007. február 15.

## Galileo webcast
- Lukács Béla és Vizi Pál - A csillagközi utazás fizikája és technológiája - 2009. november 14.
- Mi lenne, ha a fénysebesség nem lenne határ? - 2011. november 13.

## Díjai, elismerései
- 1983-ban Novobátzky Károly-díjjal ismerték el munkásságát.
- 1995-ben megkapta az MTA Fizikai Díját.[8]
- 2009. március 30-án a Tudományos Újságírók Klubja neki ítélte 2008-ra az év ismeretterjesztő tudósa címet.[9]
- 2014-ben kitüntették a Magyar Érdemrend lovagkeresztjével.[10]
- Nevét viseli az 541992 Lukácsbéla kisbolygó.[11][12]